# Rhinophis philippinus
Espèce
Synonymes
- Typhlops philippinus Cuvier, 1829
- Rhinophis planiceps Peters, 1861

Rhinophis philippinus est une espèce de serpents de la famille des Uropeltidae. 

## Répartition
Cette espèce est endémique du Sri Lanka. Elle se rencontre dans les provinces du Centre et de Sabaragamuwa.

## Publication originale
- Cuvier, 1829 : Le Règne Animal Distribué, d'après son Organisation, pour servir de base à l'Histoire naturelle des Animaux et d'introduction à l'Anatomie Comparé. Nouvelle Edition [second edition]. Vol. 2. Les Reptiles. Déterville, Paris, p. 1-406 (texte intégral).